# Атлит
Атлит (ивр. עתלית‎) — общинное поселение и местный совет в Израиле, расположенное на побережье Средиземного моря, в 14 километрах южнее Хайфы. Входит в региональный совет Хоф-ха-Кармель.

## Население
По данным Центрального статистического бюро Израиля, население на начало 2020 года составляло 8 875 человек.

## История
Древнее затопленное поселение эпохи неолита было найдено у побережья Атлита  в 1984 году и названо  Атлит-Ям. Его возраст, от 8900 до 8300 лет,  был установлен методом радиоуглеродного датирования, и поселение было отнесено к последнему периоду докерамического неолита B.
Первое незатопленное поселение на этом месте относится к VIII веку до н. э., здесь находился один из городов-портов финикийцев, который просуществовал до VI века до н. э.
Во времена крестовых походов здесь появилась маленькая крепость под названием «Де Струа». Позже, в 1217—1218 годах, была построена новая, большая крепость крестоносцев Шато де Пелерин. В 1250 году жена французского короля Людовика IX во время пребывания его в Святой земле родила в крепости сына.
Основан в 1903 году как сельскохозяйственное поселение, назван в честь древнего города Атлит.
В годы британского мандата вблизи Атлита находились лагерь для задержанных «нелегальных репатриантов», а также тюрьма. Через этот лагерь с 1939 по 1948 год прошли 120 тысяч евреев, из которых несколько тысяч здесь погибли. Часть от недоедания и болезней, а часть были расстреляны либо повешены при попытке к бегству.  В 1945 году Пальмах организовал побег заключённых из лагеря. Освобождёных заключённых бойцы Пальмаха увозили сначала на машинах, а потом поднимались вместе с ними на гору Кармель, где беженцы прятались в домах жителей кибуцев Ягур и Бейт-Орен. В память об этом событии поэт Йорам Тахарлев и композитор Леви Шаар написали песню «Тень и вода из колодца» (ивр. צל ומי באר‎).
В настоящее время на территории бывшего лагеря находится музей «Алии Бет».

## Достопримечательности
Замок крестоносцев Атлит расположен в 16 км южнее Хайфы на полуострове, далеко вдающемся в Средиземное море. Эта территория считается военной зоной, поэтому посетители могут наблюдать его только издалека.

## Заповедники
К северо-востоку от поселения находятся три заповедника: «Хоф-Атлит», «Яммит-Атлит» и «Мацар-Атлит».